# Krzysztof Nowak (polityk)
Krzysztof Nowak (ur. 12 maja 1930 w Dąbrowie Górniczej) – polski działacz partyjny i państwowy, inżynier górnictwa, dyplomata, konsul generalny RP w Ostrawie (1961–1965), przewodniczący Prezydium Miejskiej Rady Narodowej w Sosnowcu (1969–1972).

## Życiorys
Urodził się w rodzinie górniczej, w wieku 14 lat rozpoczął pracę zarobkową w kopalni. Po wojnie ukończył liceum ogólnokształcące w Będzinie, a później studia na Wydziale Górniczym Politechniki Śląskiej. Działał w Związku Walki Młodych i Związku Młodzieży Polskiej. Wstąpił do Polskiej Zjednoczonej Partii Robotniczej, do 1958 był etatowym pracownikiem partii w ramach Komitetu Dzielnicowego i Wojewódzkiego w Katowicach. Następnie pełnił funkcje wicedyrektora w Kopalni Węgla Kamiennego „Kleofas” i KWK „Wujek”. W latach 1961–1965 zajmował stanowisko konsula generalnego PRL w Ostrawie w Czechosłowacji. W 1965 powrócił do Polski, został wiceprzewodniczącym Związku Zawodowego Górników. Od 14 kwietnia 1969 8 listopada 1972 przewodniczył Prezydium Miejskiej Rady Narodowej w Sosnowcu.